# Danh sách đơn vị Waffen-SS
Dưới đây là bản liệt kê các đơn vị Waffen-SS từ cấp lữ đoàn trở lên.

## Tập đoàn quân Waffen-SS
Mặc dù đã hình thành cấp bậc Đại tướng SS (tiếng Đức: SS-Oberst-Gruppenführer und Generaloberst der Waffen-SS) để chuẩn bị cho việc thành lập các đơn vị Waffen-SS cấp Cụm tập đoàn quân, nhưng trên thực tế cấp đơn vị lớn nhất của Waffen-SS cho đến khi hết chiến tranh chỉ mới thành lập được 2 tập đoàn quân.
- Tập đoàn quân Thiết giáp SS số 6 (2/4 - 7/5/1945)
- Tập đoàn quân Thiết giáp SS số 11 (11/1944 - 2/1945)

## Quân đoàn Waffen-SS
Có cả thảy 18 đơn vị Waffen-SS cấp quân đoàn.
- Quân đoàn I Thiết giáp SS
- Quân đoàn II Thiết giáp SS
- Quân đoàn III (Germanic) Thiết giáp SS
- Quân đoàn IV Thiết giáp SS - trước là Quân đoàn VII Thiết giáp SS
- Quân đoàn V Sơn cước SS
- Quân đoàn VI Bộ binh SS (Latvia)
- Quân đoàn VII Thiết giáp SS - sau đổi phiên hiệu thành Sư đoàn IV Thiết giáp SS
- Quân đoàn VIII Kỵ binh SS - dự định thành lập năm 1945, nhưng không thành
- Quân đoàn IX Sơn cước SS (Croatia)
- Quân đoàn X - thành lập sau khi giải tán bộ chỉ huy Quân đoàn XIV SS
- Quân đoàn XI Thiết giáp SS
- Quân đoàn XII SS
- Quân đoàn XIII Bộ binh SS
- Quân đoàn XIV SS - sau chuyển thành Quân đoàn X SS
- Quân đoàn XV Kỵ binh SS Cossack
- Quân đoàn XVI SS
- Quân đoàn XVII SS (Hungary)
- Quân đoàn XVIII SS

## Sư đoàn Waffen-SS
Các sư đoàn Waffen-SS gốc Đức thường có tên chung là SS-Division (Sư đoàn SS), còn các đơn vị gồm những người tình nguyện nước ngoài không phải gốc Đức có tên chung là Division der SS (Sư đoàn Lực lượng SS).
- Sư đoàn 1 Thiết giáp SS Leibstandarte SS Adolf Hitler
- Sư đoàn 2 Thiết giáp SS Das Reich (Ban đầu là Sư đoàn SS Verfügungs: sau là Sư đoàn Cận vệ thiết giáp SS Das Reich)
- Sư đoàn 3 Thiết giáp SS Totenkopf (trước là Sư đoàn Cận vệ thiết giáp SS Totenkopf)
- Sư đoàn 4 Cảnh sát SS
- Sư đoàn 5 Thiết giáp SS Wiking (trước là Sư đoàn Cận vệ thiết giáp SS Wiking)
- Sư đoàn 6 Sơn cước SS Nord
- Sư đoàn 7 Sơn cước SS tình nguyện Prinz Eugen
- Sư đoàn 8 Kỵ binh SS Florian Geyer
- Sư đoàn 9 Thiết giáp SS Hohenstaufen
- Sư đoàn 10 Thiết giáp SS Frundsberg
- Sư đoàn 11 Cận vệ thiết giáp SS tình nguyện Nordland
- Sư đoàn 12 Thiết giáp SS Hitlerjugend
- Sư đoàn 13 Sơn cước Lực lượng SS Handschar (Sư đoàn 1 Croatia)
- Sư đoàn 14 Cận vệ Lực lượng SS (Sư đoàn 1 Ukraina) (Galizien)
- Sư đoàn 15 Cận vệ Lực lượng SS (Sư đoàn 1 Latvia)
- Sư đoàn 16 Cận vệ thiết giáp SS Reichsführer-SS
- Sư đoàn 17 Cận vệ thiết giáp SS Götz von Berlichingen
- Sư đoàn 18 Cận vệ thiết giáp SS tình nguyện Horst Wessel
- Sư đoàn 19 Cận vệ Lực lượng SS (Sư đoàn 2 Latvia)
- Sư đoàn 20 Cận vệ Lực lượng SS (Sư đoàn 1 Estonia)
- Sư đoàn 21 Sơn cước Lực lượng SS Skanderbeg (Sư đoàn 1 Albani)
- Sư đoàn 22 Kỵ binh SS tình nguyện Maria Theresia (Hungari)
- Sư đoàn 23 Sơn cước Lực lượng SS Kama (Sư đoàn 2 Croatia)
- Sư đoàn 23 Cận vệ thiết giáp SS tình nguyện Nederland (Sư đoàn 1 Hà Lan), nguyên là Sư đoàn 23 Kama.
- Sư đoàn 24 Sơn cước Lực lượng SS (Karstjäger)
- Sư đoàn 25 Cận vệ Lực lượng SS Hunyadi (Sư đoàn 1 Hungari)
- Sư đoàn 26 Cận vệ Lực lượng SS Hungaria (Sư đoàn 2 Hungari)
- Sư đoàn 27 Cận vệ SS tình nguyện Langemarck (Sư đoàn 1 Flemish)
- Sư đoàn 28 Cận vệ SS tình nguyện Wallonien
- Sư đoàn 29 Cận vệ Lực lượng SS (Sư đoàn 1 Nga)
- Sư đoàn 29 Cận vệ Lực lượng SS (Sư đoàn 1 Italia), vốn là Sư đoàn 29 SS giải thể.
- Sư đoàn 30 Cận vệ Lực lượng SS (Sư đoàn 2 Nga)
- Sư đoàn 30 Cận vệ Lực lượng SS (Sư đoàn 1 Belarusia)
- Sư đoàn 31 Cận vệ SS tình nguyện, còn có tên là Böhmen-Mähren (Bohemia-Moravia) (Sư đoàn này không phải là Sư đoàn SS Kampfgruppe Bohmen-Mahren, đây là một đơn vị riêng biệt thành lập từ những đơn vị huấn luyện hậu bị của Sư đoàn Batschka) hoặc Batschka.
- Sư đoàn 32 Cận vệ SS tình nguyện 30 Januar
- Sư đoàn 33 Kỵ binh Lực lượng SS (Sư đoàn 3 Hungari)
- Sư đoàn 33 Cận vệ Lực lượng SS Charlemagne (Sư đoàn 1 Pháp), đơn vị Waffen-SS cuối cùng tham gia Trận Berlin, phòng thủ trung tâm Berlin và khu vực Führerbunker/Boong-ke Quốc Trưởng.
- Sư đoàn 34 Cận vệ SS tình nguyện Landstorm Nederland
- Sư đoàn 35 Cận vệ SS và Cảnh sát
- Sư đoàn 36 Cận vệ Lực lượng SS Dirlewanger - đơn vị tội phạm khét tiếng nhất lịch sử
- Sư đoàn 37 Kỵ binh SS tình nguyện Lützow
- Sư đoàn 38 Cận vệ SS Nibelungen

Xem thêm
- SS-Oberabschnitt Böhmen-Mähren
- Sư đoàn Thiết giáp ''Kempf'', một đơn vị tạm thời hỗn hợp giữa Lục quân và Waffen-SS.
- Sư đoàn Cossack số 1
- Sư đoàn 26 Thiết giáp SS (thực tế quy mô ở cấp Lữ đoàn)
- Sư đoàn 27 Thiết giáp SS (thực tế quy mô ở cấp Lữ đoàn)

## Lữ đoàn Waffen-SS
- Lữ đoàn 1 Bộ binh SS
- Lữ đoàn 2 Bộ binh SS
- Lữ đoàn 3 Tình nguyện SS Estonia
- Lữ đoàn 4 Cận vệ thiết giáp SS tình nguyện Hà Lan
- Lữ đoàn xung kích 5 Tình nguyện SS Wallonien
- Lữ đoàn xung kích 6 Tình nguyện SS Langemarck
- Lữ đoàn xung kích Reichsführer SS
- Lữ đoàn xung kích 8 tình nguyện SS Pháp
- Lữ đoàn Kỵ binh SS
- Lữ đoàn SS Westfalen
- Schutzmannschaft-Brigade Siegling
- Lữ đoàn xung kích SS Dirlewanger
- Lữ đoàn Cận vệ thiết giáp SS 49 tức Sư đoàn xe tăng SS 26 (Quy mô chỉ ở cỡ lữ đoàn, tên gọi sư đoàn dùng để đánh lừa)
- Lữ đoàn Cận vệ thiết giáp SS 51 tức Sư đoàn xe tăng SS 27 (Quy mô chỉ ở cỡ lữ đoàn, tên gọi sư đoàn dùng để đánh lừa)
- Lữ đoàn thiết giáp SS 150
- Lữ đoàn cận vệ tình nguyện SS Landstorm Nederland

## Các đon vị lê dương Waffen-SS
- Binh đoàn Armenia (Đơn vị tình nguyện Wehrmacht Armenia)
- Azeri Waffen SS Volunteer Formations
- British Free Corps
- Den Norske Legion (Freiwilligen Legion Norwegen)
- Binh đoàn Estonia
- Finnish Volunteer Battalion of the Waffen-SS
- Frikorps Danmark
- Binh đoàn Ấn Độ
- Lữ đoàn Kalminski
- Binh đoàn Latvia
- Lữ đoàn xung kích SS Dirlewanger
- Lữ đoàn Tatar
- Bretonische Waffenverband der SS

## Các đơn vị Waffen SS khác
- SS Heavy Panzer Battalion 101
- SS Heavy Panzer Battalion 102
- SS Heavy Panzer Battalion 103
- 500th SS Parachute Battalion
- 600th SS Parachute Battalion